# Батово (усадьба)
Усадьба Батово — старинное русское поместье конца XVIII — начала XX века, в разное время принадлежавшее Малютиным, Рылеевым, Корфам, Набоковым. Усадьба находится в Гатчинском районе Ленинградской области, в одноимённой деревне Батово.
Является памятником архитектуры федерального значения.

## История
Владение Батово на берегу реки Оредеж было пожаловано Павлом I генерал-майору П. Ф. Малютину, бывшему офицеру Гатчинских войск. В 1800 году Малютин продал Батово Анастасии Матвеевне Рылеевой. Её муж Фёдор Андреевич был управляющим деревень Малютина. После смерти Анастасии Рылеевой в 1824 году хозяином имения стал будущий декабрист Кондратий Фёдорович Рылеев. Сюда к нему приезжали товарищи по Северному обществу. Уже после восстания, находясь в крепости в ожидании приговора, Рылеев распорядился продать имение (900 десятин и 60 крепостных) для уплаты долгов, что было сделано лишь в 1827 году. 
Сама усадьба мало походила на дворянские имения того времени. Господский дом был небольшим, сделанным из сосновых брёвен. Обстановка комнат — небогатая. В имении находились крестьянская изба, конюшни, каретный сарай и двухэтажный флигель (амбар, кладовая и чуланы). Усадьба при относительной бедности имела достаточно выгодное расположение, близкое к Санкт-Петербургу.
С 1854 года владельцами Батово стали бароны Корфы. При них в усадьбе был построен новый деревянный дом с бельведером и значительно расширен парк. Позже по наследству имение досталось семье Набоковых. Здесь, у своей бабушки Марии Фердинандовны, урождённой Корф, бывал в гостях писатель Владимир Набоков.
В 1914 году Батово продали акционерному обществу «Строитель», которое устроило здесь лесопильный завод. Усадебный дом сгорел в 1923 году. 
До начала XXI века сохранилась часть бывшего усадебного парка, где в 1970 году была установлена стела с барельефом Рылеева. Ежегодно в Батове проводится областной праздник, посвященный декабристам, а 2 июня на могилу матери Рылеева и у стелы в парке, а также на месте бывшего дома, возлагаются цветы.

## В искусстве
Батово и местность вокруг него упоминается в стихотворении К. Ф. Рылеева «Царевич Алексей в Рождествено»:
Страшно воет лес дремучий,

Ветр в ущелиях свистит,

И украдкой из-за тучи

Месяц в Оредеж глядит.

Там разбросаны жилища

Угнетенной нищеты,

Здесь стоят средь красоты

Деревенского кладбища

Деревянные кресты.

Между гор, как под навесом,

Волны светлые бегут

И вослед себе ведут

Берега, поросши лесом
В «Других берегах» Владимир Набоков вспоминает «прелестное бабушкино Батово» в нескольких эпизодах, связанных с детством:

Было одно место в лесу на одной из старых троп в Батово, и был там мосток через ручей, и было подгнившее бревно с края, и была точка на этом бревне, где пятого по старому календарю августа 1883 года вдруг села, раскрыла шелковисто‑багряные с павлиньими глазками крылья и была поймана ловким немцем‑гувернером этих предыдущих набоковских мальчиков исключительно редко попадавшаяся в наших краях ванесса. 
В комментариях к роману «Евгений Онегин» Набоков выдвинул гипотезу о якобы имевшей место в Батове в начале мая 1820 года дуэли Пушкина с Рылеевым. В 1967 году в стихотворении «С серого севера» Набоков вспоминает дорогие ему места в Петербургской губернии.
Так, бывало, купальщикам

на приморском песке

приносится мальчиком

кое-что в кулачке.

Всё, от камушка этого

с каймой фиолетовой

до стеклышка матово-

зеленоватого,

он приносит торжественно.

Вот это Батово.

Вот это Рожествено.